# Albert (Nova Gales do Sul)
Albert é uma cidade australiana localizada na região Centro-Oeste do estado da Nova Gales do Sul. A cidade fica na área do governo local de Lachlan Shire, 481 quilômetros (299 milhas) a nordoeste da capital do estado, Sydney. A sua população, segundo o censo de 2006, era de 96 habitantes, dos quais 47 são homens e 49 são mulheres.

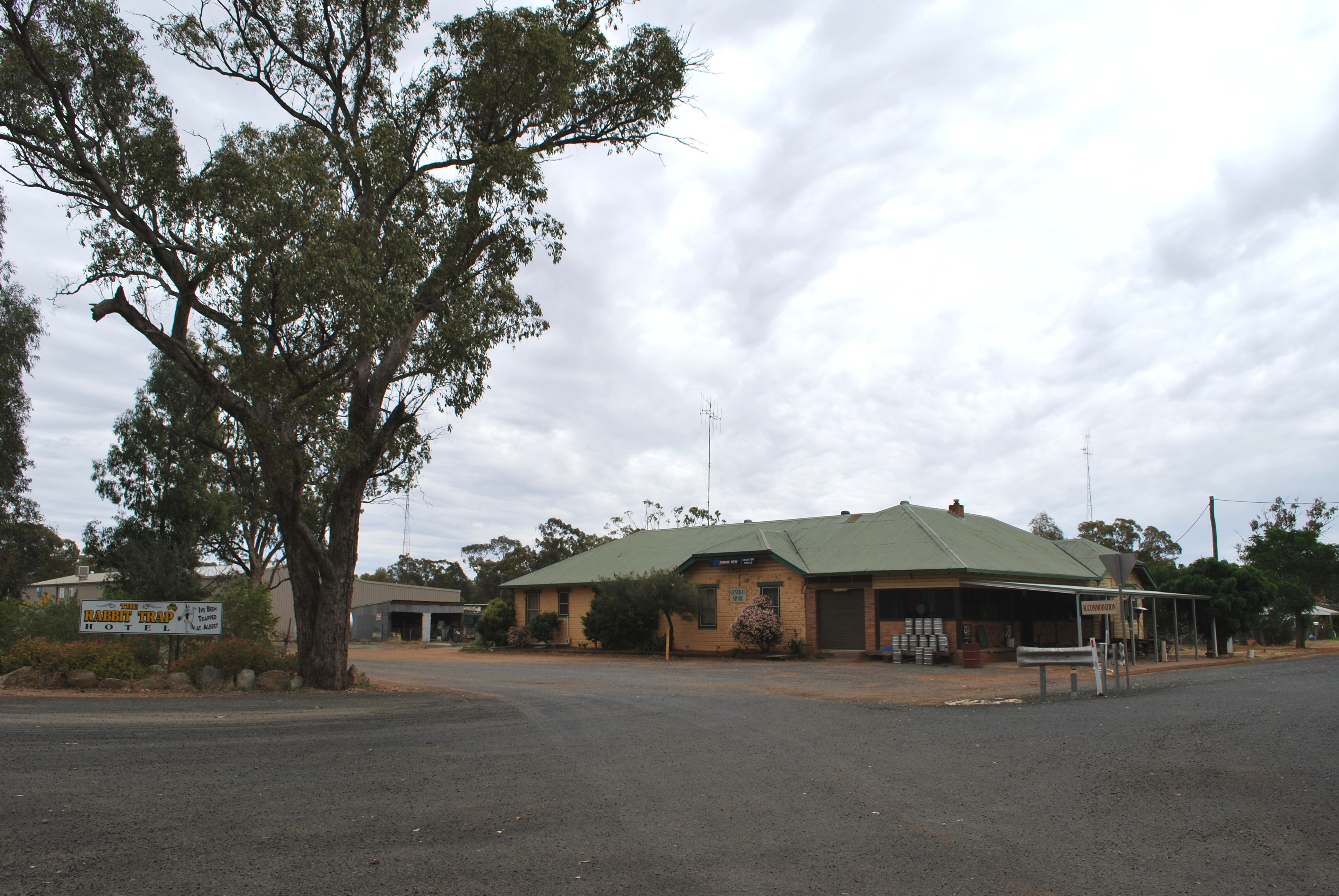
Rabbit Trap Hotel

## Galeria

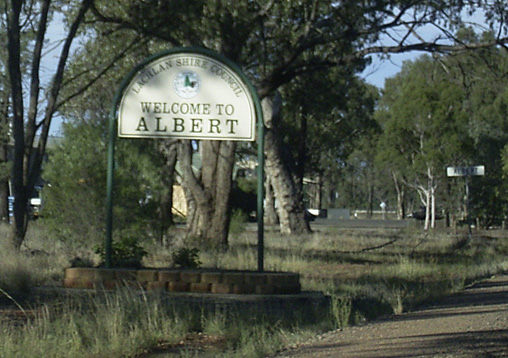
Fora do município de Albert
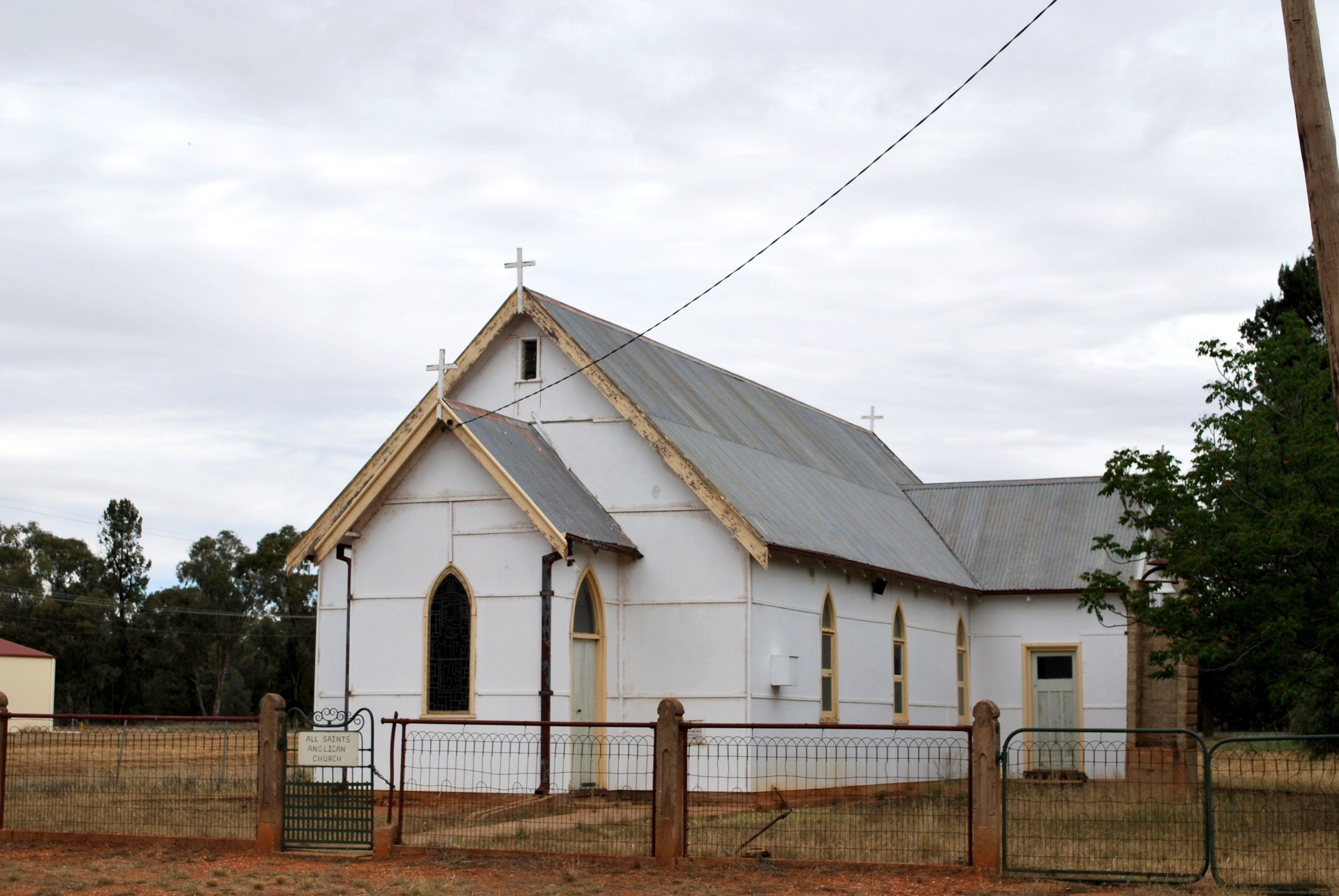
Igreja Anglicana de Albert
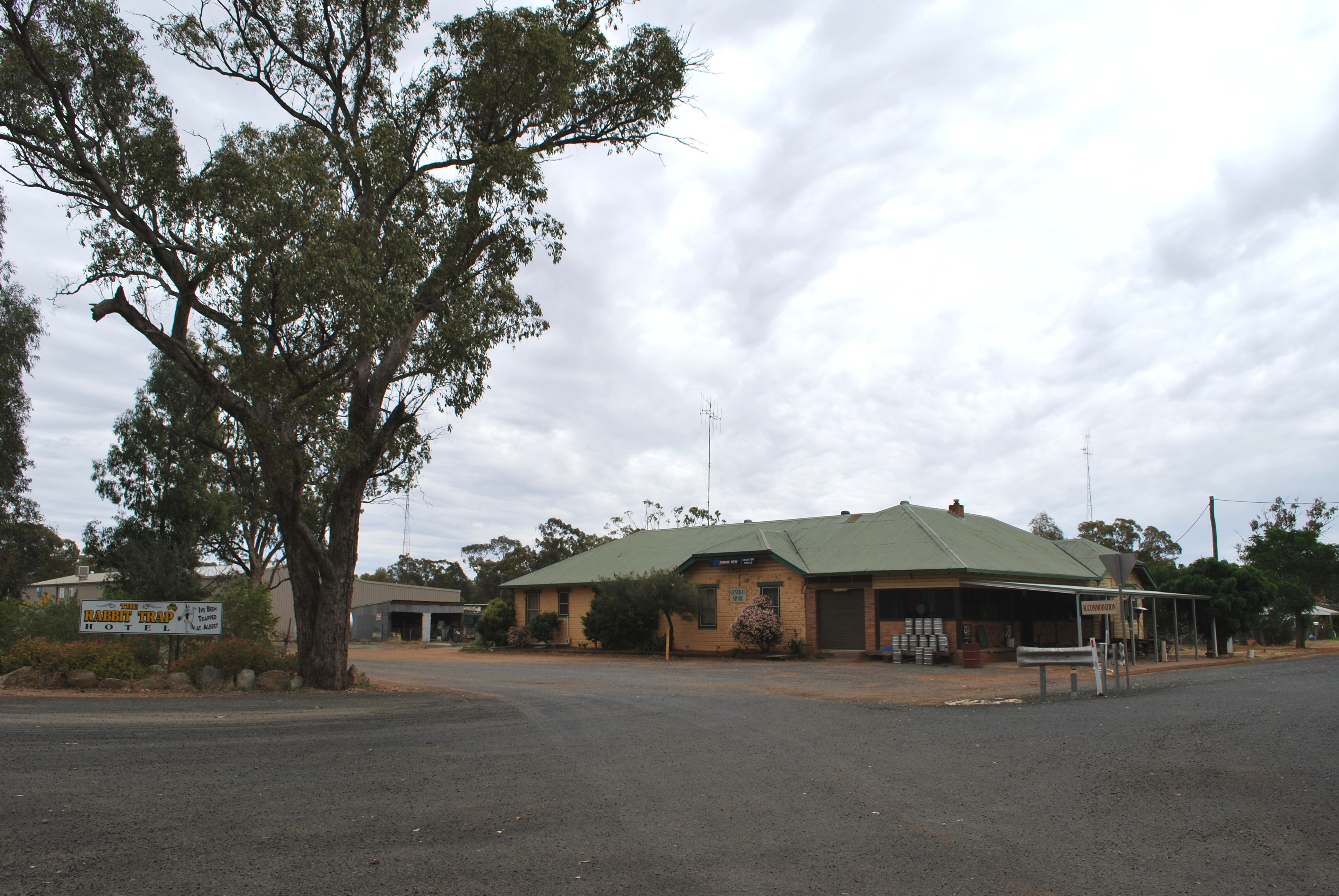
Hotel Albert